# Piecuszek
Piecuszek (Phylloscopus trochilus) –  gatunek niewielkiego ptaka wędrownego z rodziny świstunek (Phylloscopidae), wcześniej zaliczany do pokrzewek (Sylviidae).

## Systematyka
Wyróżniono trzy podgatunki P. trochilus:
- Phylloscopus trochilus trochilus – południowa Szwecja, zachodnia i środkowa Europa.
- Phylloscopus trochilus acredula – Skandynawia (z wyjątkiem południowej Szwecji) do wschodniej Europy i zachodniej Syberii.
- Phylloscopus trochilus yakutensis – środkowa i wschodnia Syberia.

## Występowanie
Zamieszkuje lasy umiarkowanej i chłodnej części Eurazji od Francji i środkowych dolin Alp (jednocześnie południowa granica areału) oraz Irlandii i Wielkiej Brytanii w zachodniej Europie po Półwysep Czukocki we wschodniej Syberii. Północna granica jest bardziej wysunięta ku biegunowi niż u pierwiosnka – za polarną granicę lasu. Nie spotkamy go w basenie Morza Śródziemnego i w południowo-wschodniej Europie. To ptak wędrujący na dalekie odległości. Trasy jego migracji oraz miejsca zimowisk poznano dobrze dzięki obrączkowaniu populacji z zachodniej i środkowej Europy. Brakuje dokładnych danych o wędrówkach azjatyckich piecuszków. Przyloty w kwietniu i maju, odloty w sierpniu i wrześniu. Zimuje na całym obszarze Afryki na południe od Sahary. Wyróżnia się 3 podgatunki.
W Polsce liczny ptak lęgowy (lokalnie może być bardzo liczny) i jeden z najpowszechniejszych. Można go spotkać w całym kraju, również w górach, gdzie występuje też na górnej granicy lasu na wysokości 1500 m n.p.m. Mimo że jest ptakiem pospolitym, największe liczebności osiąga w zakrzaczeniach na torfowiskach i porośniętych wikliną dolinach rzecznych (maksymalnie do 20 par na 10 ha powierzchni). Ornitologów zaskoczyły wyniki liczenia tego ptaka w znanej z różnorodności awifauny Puszczy Białowieskiej – tam piecuszki są bardzo nieliczne, dużo liczniejsze są w śródmieściu Warszawy. Pierwsze piecuszki pojawiają się w kraju w kwietniu, ostatnie przylatują w połowie maja. Jesienne odloty trwają do początku października.

## Charakterystyka

### Cechy gatunku

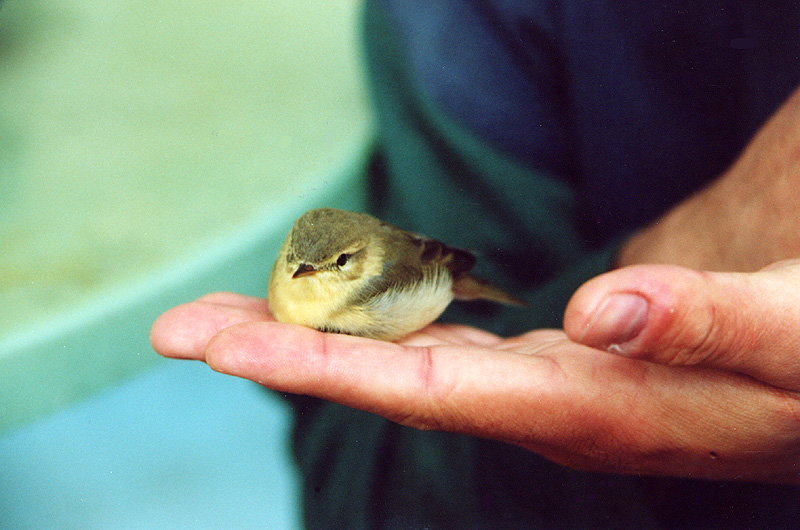
Piecuszki są znacznie mniejsze od wróbli, toteż ich obecność zdradza głównie melodyjny śpiew

Wielkości modraszki, ale o smuklejszej sylwetce. Wyraźnie mniejszy od wróbla. Obie płci ubarwione jednakowo i tych samych rozmiarów. Upierzenie na wierzchu ciała ciemniejsze – oliwkowozielone z szarym odcieniem, na spodzie żółtawe (gardziel, wole i pierś bardziej oliwkowe), brzuch biały. Nad okiem jasnożółta brew podkreślona czarnym paskiem ocznym. Nogi brązowo-pomarańczowe, dziób ciemnobrązowy. 
Podobny do pierwiosnka, który jednak jest ubarwiony bardziej blado i ma ciemniejsze nogi. W porównaniu do pierwiosnka piecuszek jest bardziej żółty i ma jaśniejszą brew nad okiem. Innym sposobem odróżnienia piecuszka jest układ lotek pierwszego rzędu: druga lotka pierwszego rzędu jest dłuższa niż siódma (u pierwiosnka krótsza lub tej samej długości). Również podobna świstunka leśna jest większa i ma proporcjonalnie dłuższe skrzydła i krótszy ogon. 
Bardzo ruchliwy i trudny w obserwacji. Samiec agresywnie broni terytorium. Wabienie u świstunek jest charakterystyczne, co ułatwia bezbłędne rozpoznawanie. Lot nie jest charakterystyczny.

### Głos
Wydawane dźwięki jednoznacznie odróżniają go od pierwiosnka. Śpiew jest fletowy, melancholijny (przejmujące wzdychanie), szczebiotliwy, składający się z płynnego szeregu stopniowo opadających dźwięków z cichnącym zakończeniem w ramach jednej zwrotki, „di-di-di-dye-dye-dejda-dejda-da” (u pierwiosnków monotonny i dwusylabowy). Wiosną jest często słyszany. Ma bardziej melodyjny wydźwięk niż pieśń pierwiosnka. Wyższe i niższe tony mogą przypominać trele zięby – są jednak wolniejsze. Najczęściej samiec śpiewa z wierzchołków drzew, przemieszczając się co jakiś czas pomiędzy zadrzewieniami. Zawołania to miękkie dwusylabowe „hju it”. W czasie śpiewu samiec często trzepocze energicznie skrzydłami.
W trakcie letnich upałów, gdy skończy się okres lęgowy, wiele gatunków ptaków pierzy się i przestaje śpiewać. Wtedy melodia piecuszka jest jednym z najczęstszych ptasich głosów.

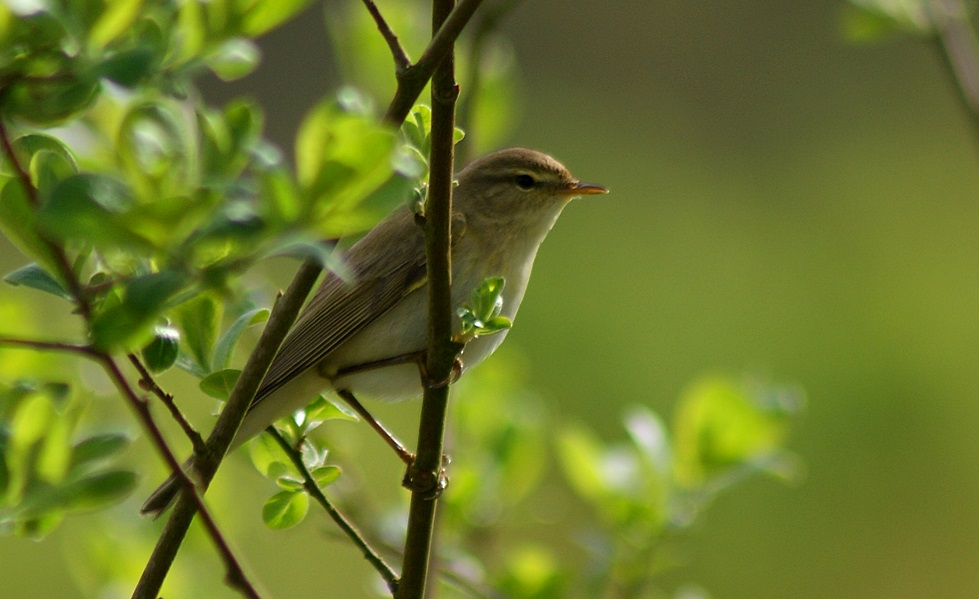
Piecuszek w typowym dla siebie środowisku

### Wymiary średnie
- długość ciała: 11 cm
- rozpiętość skrzydeł: 19 cm
- masa ciała: ok. 11 g

## Biotop

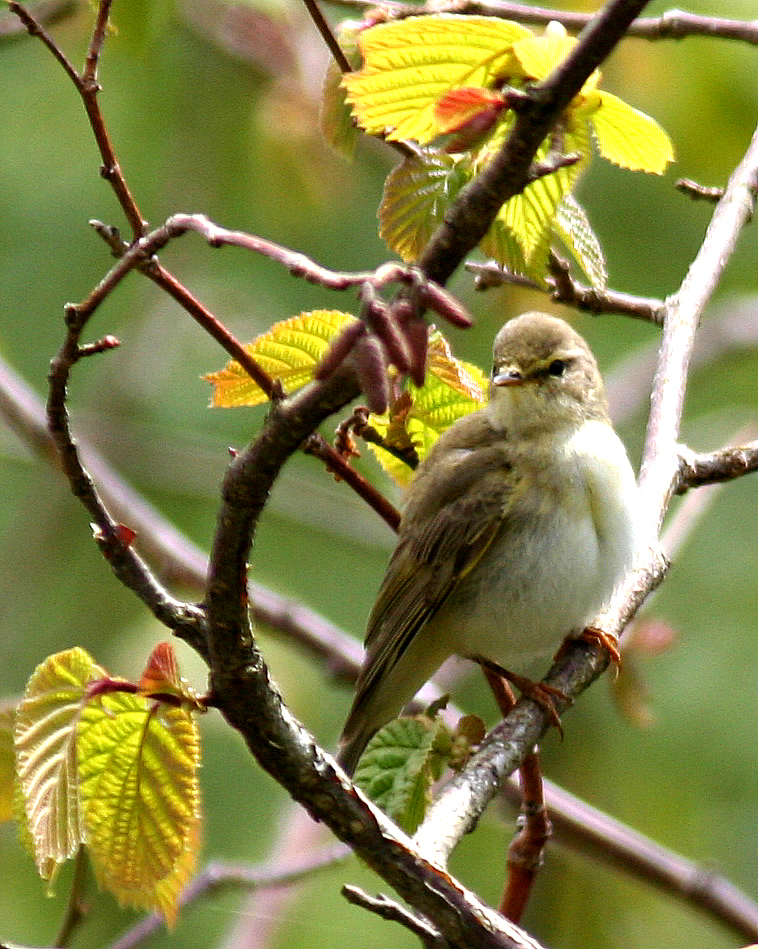
Brzozy są jednym z ulubionych drzew, na których przesiaduje piecuszek

Głównie dobrze nasłonecznione, luźne młode drzewostany liściaste z bujnym runem i podszytem (olsy i podmokłe lasy, na północy w tundrze brzozowej), obrzeża lasów z podszytem, zadrzewienia śródpolne, zakrzewienia liściaste (najlepiej brzozowe lub wierzbowe) na tarasach zalewowych dużych rzek, łozowiskach, jak też w parkach, sadach, przesiekach i ogrodach. W górach płaty kosodrzewiny. Z reguły omija wysokopienne lasy i parki miejskie. W porównaniu z pierwiosnkiem ma większe wymagania do terenów lęgowych, choć nie ma znaczenia skład gatunkowy drzewostanu czy wysokość nad poziomem morza. Omija jednak zwarte kompleksy leśne, gnieżdżąc się w takich, gdzie występują prześwity – poręby i zbiorowiska młodszych drzew. Preferuje też obszary ze zbiornikami wodnymi. W górach na górnej granicy lasu i w piętrze kosodrzewiny to jeden z najliczniej śpiewających ptaków.

## Okres lęgowy

### Gniazdo

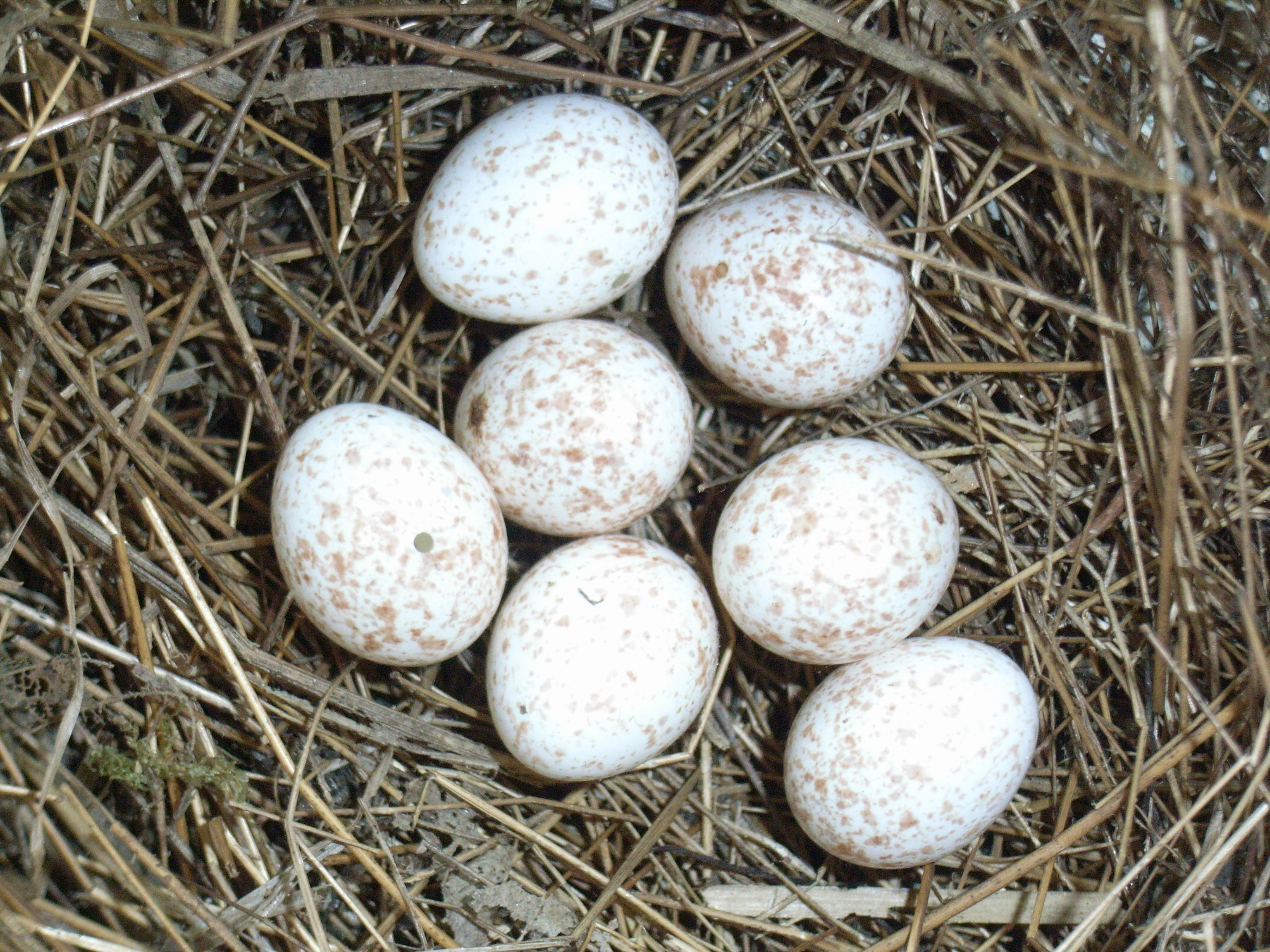
Brązowo nakrapiane jaja piecuszka

Gniazda mają kulisty kształt zbudowany z suchych traw, liści, gałązek, igliwia, mchów i porostów (skład zależy od tego, co ptak znajdzie w okolicy), usytuowane są na ziemi lub tuż nad ziemią w gęstej trawie, krzewie maliny lub jeżyny, bardzo dobrze ukryte. Całość budowana przez samicę przypomina dawny wiejski piec, stąd też nazwa rodzajowa. Otwór znajduje się z boku. Często ulokowane jest na zboczu lub łagodnej skarpie przydrożnych rowów, starannie ukryte w kępie traw, w miejscu dobrze nasłonecznionym. Pary są monogamiczne.
Gniazda najliczniejszych świstunek zachodnio- i środkowoeuropejskich można rozróżnić, gdy zna się parę zasad ich tworzenia. Wśród nich piecuszek tworzy najmisterniej utkane konstrukcje. U pierwiosnka dość duże gniazda nie są tak starannie wypracowane. Oba gatunki do wyściółki wykorzystują głównie pióra (świstunka leśna tylko wyjątkowo je wykorzystuje, zamiast tego zbiera delikatną trawę i włosy wybierane z padliny). Oprócz tego znajdują się tam korzonki, sierść i sucha trawa.

### Jaja
Wyprowadzają jeden lęg w ciągu roku. W ostatnich dniach maja (lub na początku czerwca) samica składa 5–7 białych jaj o średnich wymiarach 16 × 12 mm, z licznymi, drobnymi jasnoczerwonymi plamkami z rdzawym odcieniem. U świstunki plamki są bardziej wyraźne, a u pierwiosnka na szerszym końcu tworzą dobrze widoczny wianuszek.

### Wysiadywanie i pisklęta
Od złożenia ostatniego jaja samica siedzi na nich przez 12–13 dni. Po tym okresie ogrzewa pisklęta. Rolą samca jest głównie pomoc matce przy karmieniu. Młode, gniazdowniki, opuszczają gniazdo po 18–19 dniach. Rodzice wychowują młode jeszcze przez 2 tygodnie. W tym okresie samiec prawie w ogóle nie śpiewa. Jako ptak wędrowny od sierpnia do października odlatuje do środkowej i południowej Afryki. Zdarza się jednak, że niektóre populacje zimują w zachodniej Azji i na Półwyspie Arabskim.

## Pożywienie
Głównie drobne owady (w tym latające), dorosłe, ich larwy, poczwarki i inne bezkręgowce, małe pająki. Jesienią je również jagody.
Żeruje na gałęziach, gałązkach i wśród liści. Pokarm zbiera z powierzchni liści, cienkich gałązek drzew i krzewów, również ze spodniej strony liści, zawisając na chwilę pod nimi. Potrafi chwytać latające owady i pająki opuszczające się w dół po pajęczynie.

## Status i ochrona
IUCN uznaje piecuszka za gatunek najmniejszej troski (LC, Least Concern) nieprzerwanie od 1988 (stan w 2020). Liczebność światowej populacji, w oparciu o dane BirdLife International z Europy z 2015, wstępnie szacuje się na 400–650 milionów dorosłych osobników. Globalny trend liczebności populacji uznawany jest za spadkowy. Największy wpływ na gatunek mają susze na obszarach zimowisk oraz zmiany w środowisku spowodowane ekspansją człowieka.
Na terenie Polski gatunek ten jest objęty ścisłą ochroną gatunkową. Na Czerwonej liście ptaków Polski został sklasyfikowany jako gatunek najmniejszej troski (LC). Według szacunków Monitoringu Pospolitych Ptaków Lęgowych, w latach 2013–2018 populacja piecuszka w Polsce liczyła 2 939 000 – 3 311 000 par lęgowych.